# Розело
Розѐло (на италиански: Rosello) е село и община в Южна Италия, провинция Киети, регион Абруцо. Разположен е на 920 m надморска височина. Населението на общината е 269 души (към 2010 г.).